# Фильмография Анджелины Джоли

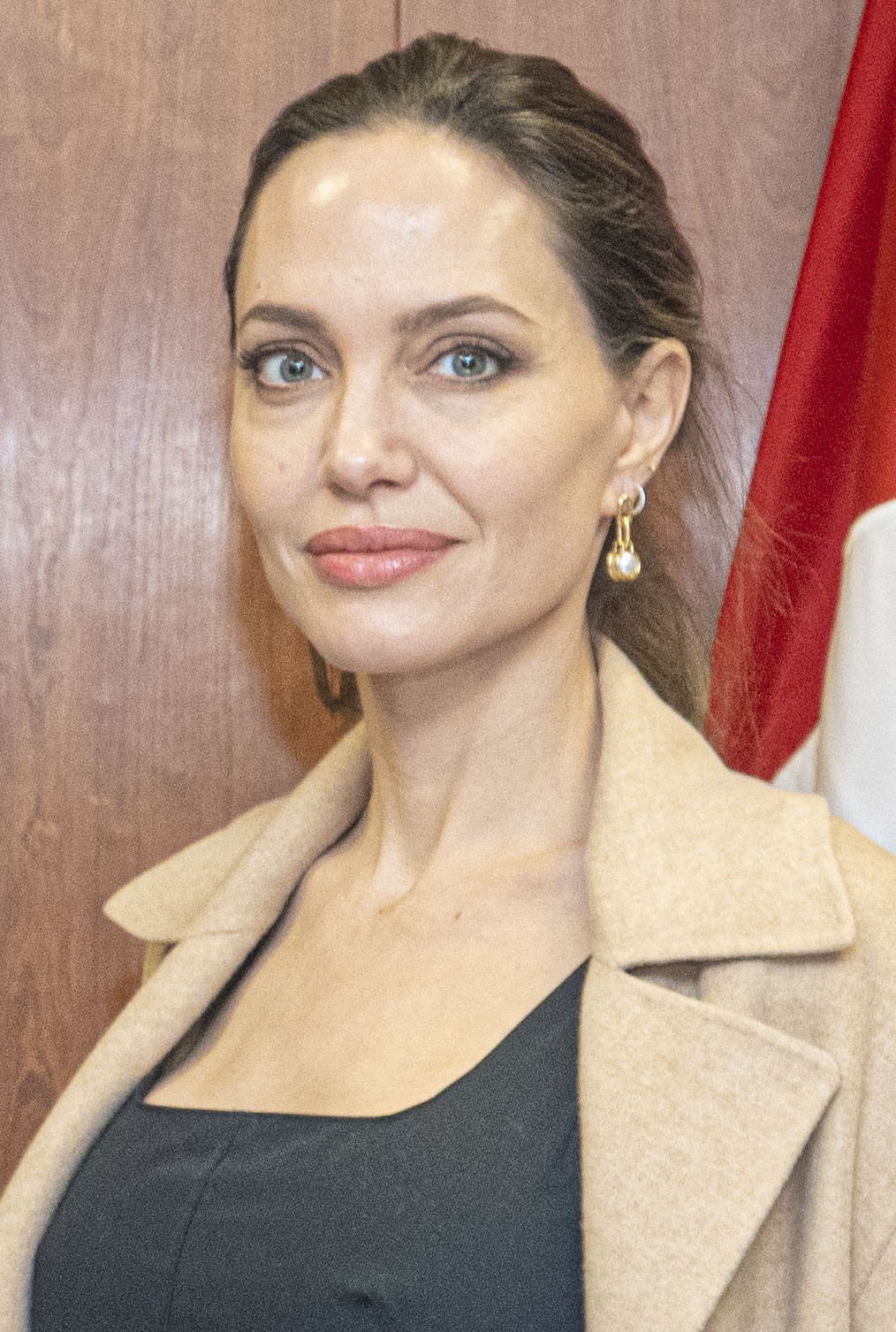
Анджелина Джоли в 2022 году

Анджели́на Джоли́ (род. 1975) — американская актриса кино, телевидения и озвучивания; продюсер, режиссёр и сценарист. Её карьера началась в 1982 году (девочке было 7 лет) и продолжается по настоящее время (январь 2024 года).
В 1982 году она исполнила небольшую роль в кинофильме «В поисках выхода», снявшись вместе со своим отцом, известным актёром Джоном Войтом; затем восемь лет не снималась. В 1990 и 1991 годах исполнила небольшие роли в двух видеоклипах, в 1993 году появилась в малобюджетном (типа «сразу-на-видео») фильме «Киборг 2: Стеклянная тень». Затем последовали ещё несколько видеоклипов и короткометражных лент, а в 1995 году состоялся дебют Джоли на широком экране — в картине «Хакеры» (фильм считается культовым несмотря на очень скромные сборы).
Актриса стала популярной и востребованной, по состоянию на январь 2024 года в её кинокопилке 62 роли (фильмы, сериалы, видеоклипы, озвучивание). С 2005 года Джоли также выступает продюсером, в 2007—2017 годах она стала режиссёром пяти кинофильмов и одного видеоклипа, в 2011—2017 годах выступила сценаристом трёх кинофильмов.
По состоянию на январь 2024 года Анджелина Джоли имеет 58 кинематографических наград (в том числе один «Оскар») и 118 номинаций.
Используемые в тексте сокращения:
- док. — документальный фильм
- к/м — короткометражный фильм
- м/ф — мультипликационный фильм
- т/с — телесериал
- т/ф — телефильм

## Актриса на широком экране
Кроме озвучивания
- 1982 — В поисках выхода / Lookin' to Get Out — Тош Уорнер
- 1993 — Алиса и Вирил / Alice & Viril — Алиса (к/м)[2]
- 1993 — Анджела и Вирил / Angela & Viril — Анджела (к/м)[2]
- 1995 — Хакеры / Hackers — Кейт
- 1995 — Без улик / Without Evidence — Джоди Суиринджен
- 1996 — Итальянские любовники / Love Is All There Is — Джина
- 1996 — Ложный огонь / Foxfire — Легс Садовски
- 1996 — Луна пустыни / Mojave Moon — Элли
- 1997 — Изображая бога / Playing God — Клэр
- 1998 — Адская кухня / Hell's Kitchen — Глория
- 1998 — Превратности любви / Playing by Heart — Джоан
- 1999 — Управляя полётами / Pushing Tin — Мэри Белл
- 1999 — Власть страха / The Bone Collector — Амелия Донахи
- 1999 — Прерванная жизнь / Girl, Interrupted — Лайза Роу
- 2000 — Угнать за 60 секунд / Gone in 60 Seconds — Сара «Суэй» Уэйланд
- 2001 — Лара Крофт: Расхитительница гробниц / Lara Croft: Tomb Raider — Лара Крофт
- 2001 — Соблазн / Original Sin — Джулия Расселл • Бонни Касл
- 2002 — Жизнь, или Что-то вроде того / Life or Something Like It — Лэни Керриган
- 2003 — Лара Крофт: Расхитительница гробниц 2 — Колыбель жизни / Lara Croft: Tomb Raider – The Cradle of Life — Лара Крофт
- 2003 — За гранью / Beyond Borders — Сара Джордан
- 2004 — Забирая жизни / Taking Lives — агент ФБР Иллиана Скотт
- 2004 — Небесный капитан и мир будущего / Sky Captain and the World of Tomorrow — Франческа «Фрэнки» Кук, капитан Королевских ВМС
- 2004 — Лихорадка / The Fever — девушка в церкви
- 2004 — Александр / Alexander — Олимпиада Эпирская
- 2005 — Мистер и миссис Смит / Mr. & Mrs. Smith — Джейн Смит
- 2006 — Ложное искушение / The Good Shepherd — Маргарет «Клевер» Расселл
- 2007 — Её сердце / A Mighty Heart — Мэриан Перл, жена Дэниела Перла
- 2007 — Беовульф / Beowulf — Мать Гренделя
- 2008 — Подмена / Changeling — Кристин Коллинз
- 2008 — Особо опасен / Wanted — «Лиса»
- 2010 — Солт / Salt — Эвелин Солт, агент ЦРУ; она же Наташа Ченкова, агент КГБ
- 2010 — Турист / The Tourist — Элайза Клифтон-Уорд
- 2014 — Малефисента / Maleficent — Малефисента
- 2015 — Лазурный берег[3] / By the Sea — Ванесса
- 2019 — Малефисента: Владычица тьмы / Maleficent: Mistress of Evil — Малефисента
- 2020 — Питер Пэн и Алиса в стране чудес / Come Away — Роуз Литлтон (Червонная Королева)
- 2021 — Те, кто желает мне смерти / Those Who Wish Me Dead — Ханна
- 2021 — Вечные / Eternals — Тена

## Актриса телевидения
- 1997 — Настоящие женщины / True Women — Джорджия Вирджиния Лоши Вудс (в 2 эпизодах)
- 1997 — Джордж Уоллес / George Wallace — Корнелия Уоллес (в 2 эпизодах)
- 1998 — Джиа / Gia — Джиа Каранджи (т/ф)
- 2007 — Красавцы / Entourage — в роли самой себя (в эпизоде The Cannes Kids; в титрах не указана)

## Актриса озвучивания
- 2004 — Подводная братва / Shark Tale — крылатка Лола
- 2008 — Кунг-фу панда / Kung Fu Panda — Мастер Тигрица (китайский тигр)
- 2010 — Праздник Кунг-фу панды / Kung Fu Panda Holiday — Мастер Тигрица
- 2011 — Кунг-фу панда 2 / Kung Fu Panda 2 — Мастер Тигрица
- 2011 — Кунг-Фу панда: Секреты мастеров[англ.] / Kung Fu Panda: Secrets of the Masters — Мастер Тигрица
- 2016 — Кунг-фу панда 3 / Kung Fu Panda 3 — Мастер Тигрица
- 2020 — Айван, единственный и неповторимый[англ.] / The One and Only Ivan — Стелла

## Актриса в видеоклипах
Во всех случаях без указания в титрах
- 1990 — на песню Alta marea Антонелло Вендитти — девочка
- 1991 — на песню Stand by My Woman[англ.] Ленни Кравица — девочка
- 1993 — на песню Wonderin’ группы Widespread Panic[англ.] — модель
- 1993 — на песню It's About Time группы The Lemonheads[англ.] — девушка в автомобиле
- 1994 — на песню Rock and Roll Dreams Come Through[англ.] певца Мит Лоуф — сбежавшая из дома подросток
- 1997 — на песню Anybody Seen My Baby? группы The Rolling Stones — стриптизёрша
- 2001 — на песню Angelina Билли Боба Торнтона — девушка в домашнем видео
- 2003 — на песню Did My Time группы Korn — Лара Крофт

## Актриса «Сразу-на-видео»
Кроме озвучивания
- 1993 — Киборг 2: Стеклянная тень / Cyborg 2 — Кэш
- 1994 — Мит Лоуф: Летучая мышь из ада 2 — Фотошоу / Meat Loaf: Bat Out of Hell II - Picture Show — сбежавшая из дома подросток (в видеоклипе Rock and Roll Dreams Come Through[англ.]; в титрах не указана)

## Актриса рекламы
В 2017 году парфюмерный дом Guerlain объявил лицом своего нового аромата Анджелину Джоли. В том же году в Провансе прошли съёмки рекламного ролика Notes of a Woman, который можно расценить как короткометражный фильм (продолжительность 2 минуты).

## Продюсер
- 2005 — Труделл[англ.] / Trudell — исполнительный продюсер (док.)
- 2011 — В краю крови и мёда / In the Land of Blood and Honey — продюсер
- 2014 — Дифрет[англ.] / Difret[6] — исполнительный продюсер
- 2014 — Малефисента / Maleficent — исполнительный продюсер
- 2014 — Несломленный / Unbroken — продюсер
- 2015 — Лазурный берег[3] / By the Sea — продюсер
- 2017 — Сначала они убили моего отца / First They Killed My Father[7] — продюсер
- 2017 — Добытчица / The Breadwinner — исполнительный продюсер (м/ф)
- 2019 — Интуиция / Serendipity — исполнительный продюсер (док.)
- 2019 — Малефисента: Владычица тьмы / Maleficent: Mistress of Evil — продюсер
- 2020 — ? / BBC My World — исполнительный продюсер (11 эпизодов)
- 2020 — Айван, единственный и неповторимый[англ.] / The One and Only Ivan — продюсер
- 2021 — Афганские девочки: Неопределённое будущее / Afghan Girls: An Uncertain Future — исполнительный продюсер (к/м; док.)
- 2021 — Непокорные женщины Кабула / The Defiant Women of Kabul — сопродюсер (к/м; док.)
- 2023 — Мы осмеливаемся мечтать / We Dare to Dream — исполнительный продюсер (к/м; док.)

## Режиссёр
- 2007 — Место во времени[англ.] / A Place in Time (док.)
- 2011 — В краю крови и мёда / In the Land of Blood and Honey
- 2014 — Несломленный / Unbroken
- 2014 — видеоклип на песню Miracles[англ.] группы Coldplay — film sequences
- 2015 — Лазурный берег[3] / By the Sea
- 2017 — Сначала они убили моего отца / First They Killed My Father[7]

## Сценарист
- 2011 — В краю крови и мёда / In the Land of Blood and Honey
- 2015 — Лазурный берег[3] / By the Sea
- 2017 — Сначала они убили моего отца / First They Killed My Father[7]